# سن پدرو آموزگوس
سن پدرو آموزگوس (به انگلیسی: San Pedro Amuzgos) یک شهرک و شهرداری در اوآخاکا در جنوب غربی مکزیک است. بخشی از ناحیه پوتلا در غرب منطقه سیرا سور است. این بخشی از ناحیه پوتلا در غرب منطقه سیرا سور است.